# Ада-Бояна
Ада-Бояна (Вада, серб. Ада Бојана, Вада) — остров треугольной формы в Черногории, в устье реки Бояна при впадении в Адриатическое море.
Расположен близ города Улцинь на крайнем юго-востоке Черногории на границе с Албанией.
Площадь — около 5 км². Рядом в дельте расположены ещё маленькие острова, в том числе Ада-э-Вогель.

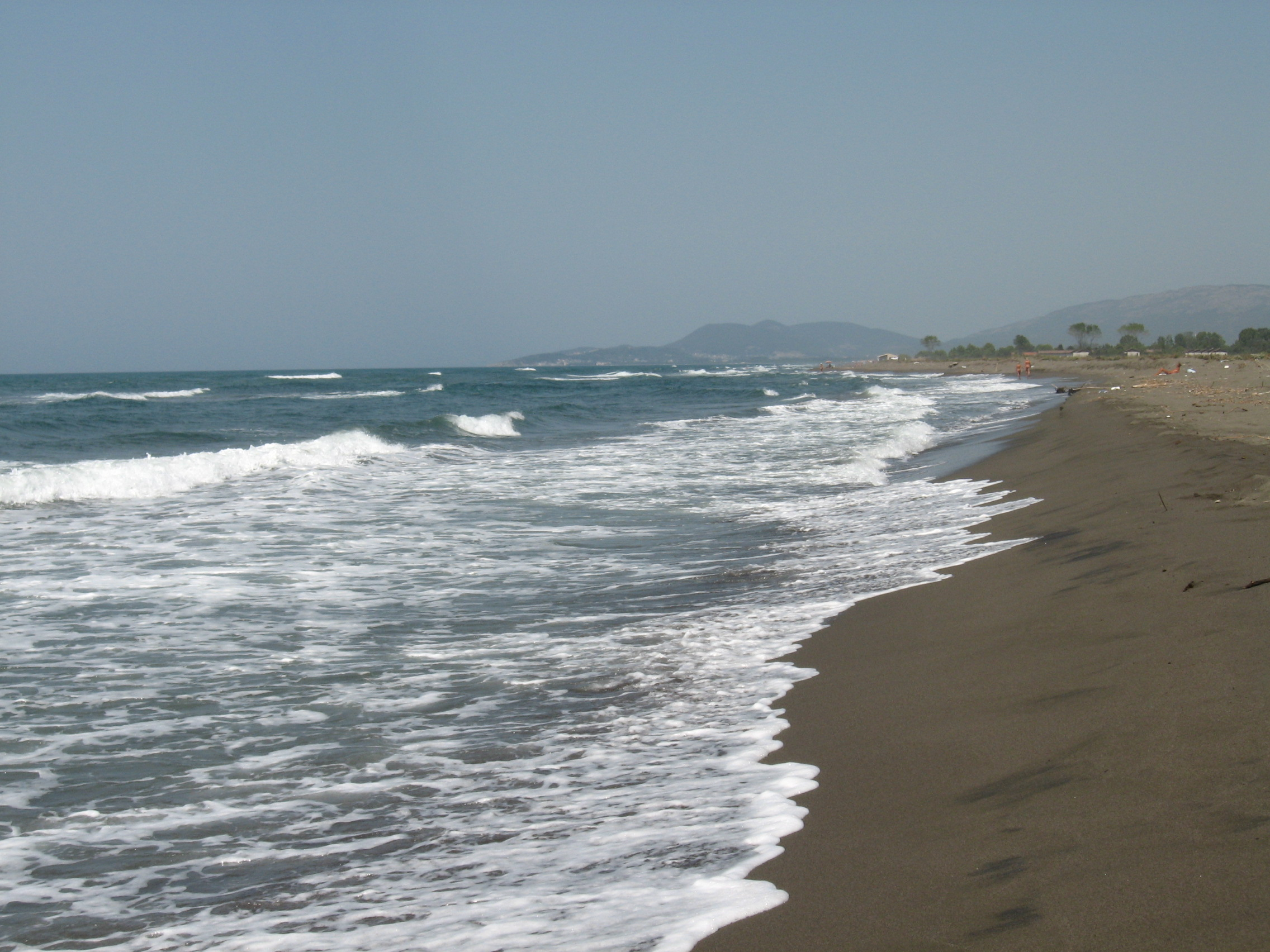
Пляж на Ада-Бояна

Существуют разные легенды о возникновении острова. По одной из них, Ада-Бояна возник из-за ссоры трёх рыбаков: их лодка затонула, и они не смогли договориться, каким способом её поднять. По другой, из-за затонувшего в 1858 году парусника «Merito». И затем, по преданиям, песок и природные явления сформировали новый остров. Однако, такое затонувшее судно — это слишком маленькое препятствие, чтобы повлиять на формирование острова.
На картах начала XIX века и более ранних подобного острова нет. Учёные предполагают, что Ада-Бояна постепенно сформировался из-за смены русла реки Дрин. В 1859 году произошло катастрофическое наводнение, и один из рукавов Дрин стал впадать в реку Бояна, а не напрямую в море. Как результат, Бояна стала переносить по течению и оставлять в дельте больше твёрдых частиц. Ещё в 1900 году площадь острова была только 36 % по сравнению с 1970 годом. А после создания водохранилищ на реке Дрин перенос твердых частиц по реке Бояна уменьшился, и к 2002 году площадь снизилась на 7 %. Существует риск, что из-за дальнейшей эрозии остров исчезнет.
Во время существования социалистической Югославии остров был центром отдыха, предназначенным исключительно для заграничных туристов. В настоящее время это популярный черногорский курорт. Известен также тем, что на его территории находится нудистская деревня.
Флора и фауна острова разнообразны, ширина пляжа варьируется и составляет в разных частях острова примерно 50—150 метров.